# Aeropuerto de Jaén (Perú)
El Aeropuerto de Jaén (IATA: JAE, OACI: SPJE) también conocido como Aeropuerto de Shumba ó Aeropuerto Fernando Belaúnde Terry es un aeropuerto peruano ubicado en el caserío  San Agustín del distrito de Bellavista a 27 km de la ciudad de Jaén, en el departamento de Cajamarca.
Inició sus operaciones el 28 de febrero de 1995. El 13 de julio de 2016, se concluye las obras de acondicionamiento del aeropuerto. El 30 de septiembre del mismo año la Aerolínea LATAM Perú inició sus operaciones siendo la primera en realizar vuelos comerciales desde y hacia Lima.
Actualmente se encuentra cerrado desde el 2022 por la realización de obras de mantenimiento. 
Los congresistas cajamarquinos: Américo Gonza, Silvia Monteza y Tania Ramírez, son los que presionan ante CORPAC ente adcrito al MTC; para que funcione a lo muy tardar en setiembre del 2025.

## Eventos Importantes
En 2015 el presidente Ollanta Humala, en el aeropuerto recibió la delegación y al mandatario de Ecuador, Rafael Correa, debido al: Encuentro Presidencial y IX Gabinete Binacional de Ministros Perú-Ecuador, que se realizó en la ciudad de Jaén el 18 de diciembre de 2015. 
El aeropuerto en ese entonces no contaba con vuelos, pero ya se estaba realizando la construcción de la sala de embarque lo cual se ignauro siete meses después.

## Operaciones
El aeropuerto funciona desde las 10:00 UTC hasta las 21:00 UTC y cuenta con 2 operaciones diarias regulares; 14 frecuencias semanales (2 vuelos diarios) a cargo de la Aerolínea LATAM Perú. Posee equipos de medición meteorológica y de comunicaciones, además cuenta con tres posiciones de estacionamiento. La plataforma es de asfalto y tiene capacidad para recibir hasta aviones tipo Boeing 737 o Airbus A320, esta recientemente refaccionada, recibiendo 14 vuelos semanales (promedio 2 al día).

## Concesión del aeropuerto
El Ministerio de Transportes y Comunicaciones (MTC) de Perú destacó que la inversión que ejecutará en el tercer grupo de aeropuertos a modernizar mediante la ventana de Iniciativas Privadas, será de US$600 millones. 
Precisó que mediante dicha ventana se modernizarán los aeropuertos llo, Jaén, Jauja, Huánuco, Chimbote, Yurimaguas, Rioja y Tingo María. En dichos terminales se mejorarán las pistas de aterrizaje, taxeo y estacionamiento de aeronaves. También, se construirán cercos perimétricos y torres de control
.
El atractivo del aeropuerto de Jaén está en la alta demanda turística de viajes a Chachapoyas (Amazonas) para visitar los Sarcófagos de Carajía y la Fortaleza de Kuélap; además de la actividad económica cafetera.

## Vuelos Nacionales

### Vuelos nacionales
| Destinos nacionales del Aeropuerto de Jaén JAE LIM TPP | Destinos nacionales del Aeropuerto de Jaén JAE LIM TPP | Destinos nacionales del Aeropuerto de Jaén JAE LIM TPP | Destinos nacionales del Aeropuerto de Jaén JAE LIM TPP | Destinos nacionales del Aeropuerto de Jaén JAE LIM TPP | Destinos nacionales del Aeropuerto de Jaén JAE LIM TPP | Destinos nacionales del Aeropuerto de Jaén JAE LIM TPP | Destinos nacionales del Aeropuerto de Jaén JAE LIM TPP |
| ------------------------------------------------------ | ------------------------------------------------------ | ------------------------------------------------------ | ------------------------------------------------------ | ------------------------------------------------------ | ------------------------------------------------------ | ------------------------------------------------------ | ------------------------------------------------------ |

## Aerolíneas y destinos

### Aerolíneas
| Aerolíneas           | Ciudades                 | Aeronave         | Alianza |
| -------------------- | ------------------------ | ---------------- | ------- |
| LATAM Perú 1 destino | Nacionales: (1) Lima     | A319, A320       | N/A     |
| Saeta 1 destino      | Nacionales: (1) Tarapoto | BAe Jetstream 32 | N/A     |

### Destinos nacionales anteriores
| Ciudades por regiones                | Nombre del aeropuerto                                    | Aerolíneas                 | Aeronaves        | Frecuencias semanales |
| ------------------------------------ | -------------------------------------------------------- | -------------------------- | ---------------- | --------------------- |
| Lima (1 destino, 1 aerolínea)        |                                                          |                            |                  |                       |
| Lima                                 | Aeropuerto Internacional Jorge Chávez                    | Atsa Airlines (Suspendido) | Dash 8-Q400      | 2                     |
| San Martín (1 destinos, 1 aerolínea) |                                                          |                            |                  |                       |
| Tarapoto                             | Aeropuerto Comandante FAP Guillermo del Castillo Paredes | Saeta (suspendido)         | BAe Jetstream 32 | 1                     |

### Destinos nacionales
| Ciudades por regiones         | Nombre del aeropuerto                 | Aerolíneas                                  | Aeronaves  | Frecuencias por semana |
| ----------------------------- | ------------------------------------- | ------------------------------------------- | ---------- | ---------------------- |
| Lima (1 destino, 1 aerolínea) |                                       |                                             |            |                        |
| Lima                          | Aeropuerto Internacional Jorge Chávez | LATAM Perú (Reinicia en septiembre de 2025) | A319, A320 | 7                      |